# Haferhain
Der Haferhain zwischen Anzhausen und Salchendorf im nordrhein-westfälischen Kreis Siegen-Wittgenstein ist eine 503,6 m ü. NHN hohe Erhebung des Südlichen Siegener Berglandes.

## Geographie

### Lage
Der Haferhain erhebt sich in den Gebieten der Gemeinde Wilnsdorf und der Stadt Netphen. Auf deren Grenze liegt sein Gipfel 1,3 Kilometer (km; jeweils Luftlinie) südlich von Deuz und 1,8 km westlich von Salchendorf, zwei Netphener Ortsteilen, sowie 1,8 km nordöstlich von Anzhausen, einem Ortsteil von Wilnsdorf. Die Gemarkungen Salchendorf und Anzhausen haben zusammen den größten Anteil am Berg; etwa 270 m sind es in Richtung Nordwesten zur am nächsten gelegenen Stelle der Gemarkung Deuz. Auf dem Südhang des Haferhain entspringt der Weiß-Zufluss Bösselbach, auf seinem Südwesthang der Weiß-Zufluss Flammersbach, und an seinem Südosthang der Werthenbach-Zufluss Torrbach.
Auf der Erhebung befinden sich Teile des Landschaftsschutzgebiets Netphen (CDDA-Nr. 555558489; 1985 ausgewiesen; 117,4529 km² groß).

### Naturräumliche Zuordnung
Der Haferhain gehört in der naturräumlichen Haupteinheitengruppe Süderbergland (Nr. 33), in der Haupteinheit Siegerland (331) und in der Untereinheit Nordsiegerländer Bergland (331.0) zum Naturraum Südliches Siegener Bergland (331.04). Seine Landschaft fällt nach Nordosten in die Untereinheit Siegerländer Rothaar-Vorhöhen (Siegquellbergland; 331.2) ab.

## Verkehr und Wandern
Über den Haferhain führt ein weit verzweigtes Wegnetz. Nordwestlich vorbei verläuft, über die Deuzer Höhe (381,6 m), die Landesstraße 719 zwischen Deuz und Feuersbach.